# الساندرو بونجیورنو
الساندرو بونجیورنو (ایتالیایی: Alessandro Buongiorno؛ زادهٔ ۶ ژوئن ۱۹۹۹) بازیکن فوتبال اهل ایتالیا است که برای باشگاه ناپولی بازی می‌کند.
وی همچنین در تیم‌های ملی فوتبال زیر ۱۸ سال ایتالیا، زیر ۱۹ سال ایتالیا، زیر ۲۰ سال ایتالیا، و زیر ۲۱ سال ایتالیا بازی کرده‌است.